# Isao Kinoshita
Isao Kinoshita (nacido el 7 de abril de 1994 en Nishinomiya) es un jugador de baloncesto japonés. Con 1.75 de estatura, su puesto natural en la cancha es el de base.

## Trayectoria
Isao disputó la temporada 2016-17 en las filas del San Feliuenc de liga EBA y la pasada temporada 2017-18 en el CB Benicarló de liga Nacional.
En julio de 2018, llega a TAU Castelló con el objetivo de continuar avanzando en su formación como jugador, su fichaje se trata del primer japonés que jugaría en la LEB Oro. El acuerdo se cierra gracias al patrocinio con la empresa nipona ‘Union Electrics Co.Ltd’.